# John Stewart, Earl of Mar (1456)
John Stewart, Earl of Mar and Garioch (* im Oktober 1456; † wahrscheinlich 9. Juli 1479, sicher vor dem 14. Juli 1480 in Edinburgh), war ein schottischer Adeliger.

## Leben
Sein Vater war König Jakob II., seine Mutter war Maria von Geldern (Königin). Als vierter Sohn des Königspaares wurde ihm zwischen dem 21. Juni 1458 und dem 23. Juni 1459 der Titel Earl of Mar and Garioch verliehen. Die dazugehörenden Ländereien von Mar waren im Besitz der Krone, die Länder von Garioch Eigentum seiner Mutter.
Über sein Leben ist nur wenig bekannt. Er wurde als jung und hochgewachsen, höflich und freundlich beschrieben; der Jagd und der Falknerei, dem Bogenschießen und anderen ritterlichen Spielen zugetan.
Über seinen frühen Tod existieren zwei Versionen. Die eine, offizielle Geschichte berichtet von Diskrepanzen zwischen ihm und seinem Bruder, König Jakob III. sowie der Aufforderung, vor dem Gerichtshof zu erscheinen. Auf dem Weg dorthin wurde er in der Edinburgher Canongate hinterrücks ermordet. Die zweite Version aus der Feder des Bischofs von Aberdeen berichtet von seiner offenen Art – zu ehrlich für seinen Bruder, den König. John wurde deswegen in Craigmillar Castle eingekerkert und erkrankte dabei an einem Fieber, an dem er dann starb.
Er war nicht verheiratet und hinterließ auch keine illegitimen Erben, sein Adelstitel wurde ihm aberkannt und seine Ländereien eingezogen.